# Anopheles introlatus
Anopheles introlatus är en tvåvingeart som beskrevs av Donald Henry Colless 1957. Anopheles introlatus ingår i släktet Anopheles och familjen stickmyggor. Inga underarter finns listade i Catalogue of Life.